# دوري موريشيوس
دوري موريشيوس لكرة القدم هي مسابقة كرة القدم بين أندية موريشيوس .
البطل الحالي هو سيركل خواشيم.